# مايكروسوفت ووركس
مايكروسوفت ووركس (بالإنجليزية: Microsoft Works)‏ هي حزمة مكتبية أنتجتها شركة مايكروسوفت. هذه الحزمة شبيهه جداً بحزمة مايكروسوفت أوفيس لكنها تتميز بصغر جحمها، انخفاض سعرها مقارنة بحزمة مايكروسوفت اوفيس وايضأ بمواصفات أقل. تحتوي حزمة مايكروسوفت ووركس على معالج كلمات، جداول حسابية وقواعد بيانات وتم موخراً إضافة تقويم وقاموس في الإصدارات الجديدة.

## وصلات خارجية
- موقع مايكروسوفت وركس الرسمي